# Pherbellia brevistriata
Pherbellia brevistriata är en tvåvingeart som beskrevs av Li, Yang och Gu 2001. Pherbellia brevistriata ingår i släktet Pherbellia och familjen kärrflugor.
Artens utbredningsområde är Hebei (Kina). Inga underarter finns listade i Catalogue of Life.